# Натансон, Григорий Иосифович
Григорий Иосифович Натансон (1894 или 1897, Саратов — 1941, под Ельней) — советский экономист и публицист, профессор Института имени Плеханова.
Родился в семье зубного врача, выпускника Казанского университета Осипа Наумовича Натансона и Агриппины Моисеевны Натансон.
Как публицист использовал псевдоним «Гринат». Автор трудов в области потребительской кооперации и розничной торговли.
Ушёл добровольцем на фронт в начале июля 1941 года, служил начальником продовольственно-фуражного снабжения 1-го стрелкового полка Московской армии народного ополчения. Погиб в ополчении в октябре 1941 года под Ельней.
Жена — Лидия Львовна Натансон, оперная певица. Сын Георгий (режиссёр), дочь Карина.

## Публикации
- Основы кооперации (Теория и история кооперативного движения). Казань: Казанское потребительское общество, 1920. — 96 с.
- Спутник хлебозаготовителя: практическое пособие для работников хлебного дела. М.: Центросоюз, 1925. — 346 с.
- Розничные предприятия и их операции. М.: Центросоюз, 1927. — 167 с.
- Организация розничной торговли: I. Розничная торговля. II. Розничное предприятие. М.: Центросоюз, 1929. — 355 с.
- Работник прилавка — первый советчик потребителю. М.—Л.: Огиз «Московский рабочий», 1931. — 32 с.
- Организация и техника советской розничной торговли. Всесоюзный институт заочного обучения НКВТ СССР (ВИЗО). М.: типо-стеклография Промтреста Куйбышевского района, 1937. — 143 с.